# Kokoro Kageura
Kokoro Kageura (6 dicembre 1995) è un judoka giapponese.
Il 9 febbraio 2020 spezza la scia di imbattibilità di Teddy Riner che durava da 10 anni e 154 incontri.

## Palmarès
- Mondiali

Tokyo 2019: oro nella gara a squadre.
- Campionati asiatici

Taskent 2016: oro nei +100kg.
- Universiadi

Taipei 2017: oro nei +100kg.

### Vittorie nel circuito IJF
| Data             | Località   | Paese    | Categoria  |
| ---------------- | ---------- | -------- | ---------- |
| 26 febbraio 2017 | Düsseldorf | Germania | Grand Prix |
| 12 febbraio 2018 | Parigi     | Francia  | Grand Slam |
| 12 agosto 2018   | Budapest   | Ungheria | Grand Prix |